# 安田亘
安田 亘（やすだ わたる、1947年9月27日 - 2021年5月21日）は、日本の元陸上競技選手、指導者。福島県岩瀬郡須賀川町出身。大東文化大学経済学部卒業。

## 経歴
日本大学東北高等学校卒業後、3年間の社会人生活を経て1969年に大東文化大学に入学した。

### 大学時代
4年連続で箱根駅伝に出場。
3年時の第48回箱根駅伝では2区を担当。首位で襷を受けたが、区間9位にとどまり、2km付近でトップを譲ると5位まで後退した。主将を務めた4年時の第49回箱根駅伝では9区を走り、3番手で襷を受けると16.6km付近で中央大学、23km付近で日本体育大学を抜いてトップに立つ。区間賞を獲得し、初の復路優勝に貢献した。
全日本大学駅伝では1年時の第1回大会で5区区間賞を獲得。4年時の第4回大会では最終8区を走り初優勝のゴールテープを切った。

### 大学卒業後
大学卒業後はヤクルト陸上競技部に所属し、現役引退後は2007年まで同社陸上競技部の監督を務めた。ヤクルト監督時代の教え子には大八木弘明や奥山光広がいる。2013年に、陸上競技部が創部された日本薬科大学の監督に就任し、2018年末に退任。同年5月には大東文化大学の選手勧誘担当に就任した。

## 戦績・記録

### 大学駅伝戦績
| 学年               | 箱根駅伝                         | 全日本大学駅伝                  |
| ------------------ | -------------------------------- | ------------------------------- |
| 1年生 （1969年度） | 第46回 4区-区間5位 1時間06分02秒 | 第1回 5区-区間賞 45分29秒       |
| 2年生 （1970年度） | 第47回 4区-区間6位 1時間08分58秒 | 第2回 ー － ー 出走なし         |
| 3年生 （1971年度） | 第48回 2区-区間9位 1時間17分39秒 | 第3回 8区-区間6位 1時間04分32秒 |
| 4年生 （1972年度） | 第49回 9区-区間賞 1時間16分42秒  | 第4回 8区-区間5位 1時間02分45秒 |